# Antonius Romanus
Antonius Romanus (actif de 1400 à 1432) est un compositeur italien du début du XVe siècle, une époque de transition entre le style médiéval tardif et le début de la Renaissance.
Sa vie est mal connue. Son nom indique qu'il est probablement originaire de Rome, et des documents attestent qu'il a été chanteur à la basilique Saint-Marc de Venise de 1420 à 1432. Sa musique semble avoir été fortement influencée par celle de Johannes Ciconia (mort en 1412), et a probablement eu un impact sur celle du jeune Guillaume Dufay, qui séjourne en Italie à la fin de la période au cours de laquelle Antonius Romanus a été actif.
Six de ses œuvres de musique sacrée sont parvenues jusqu'à l'époque contemporaine : trois parties de messe (deux glorias et un credo), toutes pour quatre voix, qui attestent de l'influence exercée sur Antonius Romanus par Ciconia ; et trois motets, isorythmiques, également pour quatre voix. Le premier, Ducalis sedes/Stirps Mocenigo a été composé en 1414 ou 1415, puisqu'il est écrit à la louange de Tommaso Mocenigo, élu doge de Venise en 1414. Le deuxième, Carminibus festos/O resquies populi a été écrit pour le doge Francesco Foscari, élu en 1423. Enfin, le troisième, Aurea flammigera, a sans doute écrit à la louange de Gianfrancesco Gonzaga lors de son retour victorieux de Milan en 1432. Une seule œuvre profane a subsisté jusqu'à aujourd'hui : la ballata Deh s'i t'amo con fede, dont une seule voix subsiste, sans le texte.